# Johann Sedlmayr

Übergabe der Spaten-Brauerei an die Söhne Johann, Carl und Anton Sedlmayr 1874

Johann Sedlmayr (* 9. April 1846 in München; † 24. November 1900 ebenda) war Brauereibesitzer, bayerischer Kommerzienrat und Mitglied des Deutschen Reichstags.

## Leben
Sedlmayr war der Sohn von Gabriel Sedlmayr dem Jüngeren, dem Besitzer der Spaten-Brauerei in München. Er besuchte vier Klassen der Lateinschule und hörte dann technische Fächer an der polytechnischen Schule und Universität.
1874 übernahm er gemeinsam mit seinen Brüdern Carl und Anton Sedlmayr die Brauerei des Vaters.
Am 15. Juli 1880 wurde er im Rahmen der Gründung des Bayerischen Brauerbundes zum ersten Präsidenten des Verbands gewählt. Als solcher fungierte er bis 1900. Im Übrigen war er Mitglied des Kollegiums der Gemeindebevollmächtigten sowie Mitglied der Handels- und Gewerbekammer München.
Von 1884 bis 1890 war er Mitglied des Deutschen Reichstags für den Reichstagswahlkreis Oberbayern 1 München I (Altstadt, Lehel, Maxvorstadt) und die Nationalliberale Partei.